# 汤逢
汤逢（1914年—1991年），原名汤逸群，男，江苏武进人，中国食品工程专家，曾任无锡轻工业学院教授、博士生导师。